# Augusta Barreda
Augusta Barreda Benavides (Lima, 16 de abril de 1954) es una artista visual multidiscipinar, educadora y promotora artística peruana activa en el Perú y el extranjero desde la década del setenta. Ha sido considerada como una de las maestras peruanas del grabado. Fundó y dirigió la escuela de grabado «El Taller» en Lima en 1987, la cual se constituyó uno de los pocos centros de formación en grabado en la capital en la década de los ochenta. Sus obras están influenciadas por las tradiciones occidentales y orientales, con corrientes precolombinas y del folclore, además de una preocupación por la ecología.

## Biografía
Estudió dibujo artístico con Álvaro Suárez Vértiz en el distrito de Miraflores de la ciudad de Lima. Siguió sus estudios en el Taller de Grabado de Ruth Leaf de 1970 a 1980, para continuar en Lausana, Suiza. En 1976 decidió viajar a Río de Janeiro para estudiar en la Escola de Artes Visuais do Parque Lage (EAV). Posteriormente, continuó sus estudios en The Sculpture Center en Nueva York entre 1994 y 1996. Entre 1981 y 1984 se desempeñó como docente de técnica de grabado en la Escuela Nacional de Bellas Artes en Lima.
En 1987, Barreda viajó a Caracas, donde residió por quince años y continuó con su carrera artística. Volvió a Lima en 2001 y decidió reunir toda su obra en un solo lugar, su casa, esta idea demoró quince años en concluirse. En el primer piso se encuentra la Fundación Centro Cultural El Taller, que busca ayudar a los artistas mediante «canastas culturales», víveres y materiales debido a la falta de participación del gobierno peruano en el arte. El segundo piso se utiliza como vivienda. En el tercer piso funciona el taller. Finalmente, en el cuarto piso se encuentra la compañía Full Art Perú, que tiene el objetivo de difundir el arte peruano en el ámbito internacional mediante los diseños de artistas locales.
Como gestora cultural, coorganizó exposiciones de arte popular en el extranjero.

## Escuela de grabado El Taller
En 1987, en la calle Los Manzanos del distrito de San Isidro, Augusta Barreda fundó la escuela y galería de grabado contemporáneo El Taller. Allí se impartían clases de calcografía y litografía, a cargo de Martiza Dános, Rosa Girón y la misma Barreda. Las clases de dibujo y xilografía fueron dictadas por José Huerto Wong. A fines de la década del ochenta, el taller constituyó uno de los pocos centros de formación en grabado artístico en Lima, junto a la Facultad de Arte de la Pontificia Universidad Católica del Perú (PUCP), la especialidad de Grabado de la Escuela de Bellas Artes y el Taller 72. No obstante, debido a la inflación en aquella época en Perú, El Taller tuvo serios problemas económicos que concluyeron en su cierre en 1991.
Editaron uno o más grabados en El Taller los artistas: Alejandro Alayza, Gerardo Chávez, Ángel Chávez, Margarita Checa, Martha Cisneros, Elda di Malio, Rafael García Miró, Johanna Hamann, José Huerto Wong, Teresa Mestres, Denise Mulanovich, Juan Pastorelli, Sonia Prager, José Carlos Ramos, Carlos Revila, Susana Roselló, Borka Sattler, Venancio Shinki, Fernando De Szyszlo, Eduardo Tokeshi, Martha Vértiz y Moico Yaker. En agosto de 2013, se realizó la primera exposición que compiló la producción de El Taller, en la galería Juan Pardo Heeren de Instituto Cultural Peruano Norteamericano en Lima. La muestra llevó el título «El Taller. Exposición antológica de grabado».

## Reconocimientos
En 1976, Barreda recibió una mención en el Concurso de la Sociedad de Artistas Brasileños, recibiendo el año mención de la Escuela de Arte de Río de Janeiro durante la exposición anual de artistas grabadores. En 1980, obtuvo una mención en el concurso de grabado del Instituto Cultural Peruano Norteamericano. Un año después, ganó el tercer premio en el Concurso de la Municipalidad de Lima. En 1983, en Lima, fue mención en el XVIII Salón Binacional de Grabado del Instituto Cultural Peruano Norteamericano y diploma de honor en la Exposición Universidad Nacional Federico Villarreal.

## Obra
Como artista visual ha desarrollado grabados, esculturas y fotografías que se han presentado en exposiciones en el Perú y el extranjero.
Barreda nutre su escultura de filosofía existencial, la naturaleza y su preservación. Su arte tiene arraigo en las tradiciones occidentales y orientales, en la cultura precolombina y el folklore; y ha desarrollado su interés en la mitología, la espiritualidad y la ecología.

### Exposiciones
Augusta Barreda ha realizado cerca de treinta y ocho exposiciones individuales y numerosas colectivas en Perú, Brasil, Canadá, Chile, Corea, Italia, Egipto, Estados Unidos y Venezuela.

#### Principales exposiciones individuales
- 2022: Consciencia Cósmica, Museo del Grabado ICPNA, Perú.[19]

- 2005: Naturaleza Interior, Galerìa Alternativa Caracas, Venezuela.
- 2000:
  - Energías Silenciosas, Graphic Gallery, Caracas, Venezuela.
  - Energías Tropicales, Galería Cuatro Diecisiete, Madrid, España.
  - Energías Silenciosas, Galería Neuhoff, Nueva York, EE. UU.
  - Vínculos (bipersonal), Galería Trapecio, Lima, Perú.

- 1998: Energías Silenciosas, Galería Neuhoff, Nueva York, EE. UU.
- 1996:
  - Energías Cósmicas, Centro Cultural Cándido Méndez, Río de Janeiro, Brasil.
  - Energías Cósmicas, Centro Cultural Viña del Mar, Viña del Mar, Chile.
- 1992: Energías Ancestrales, Galería Akhenaton, El Cairo, Egipto.

#### Principales exposiciones colectivas
- 2011:
  - Huellas del Grabado, Museo de la Nación, Lima, Perú.[20]
  - PINTA, Feria de Arte latinoamericana, Galería Fórum, Nueva York, EE. UU.
- 2010:
  - Exposición artistas peruanos, Galería Isabel Aninat, Santiago de Chile.
- 2008:
  - ARTEBA, Feria de Arte Contemporáneo, Galería Forum, Buenos Aires, Argentina.
  - KIAF, Feria de Arte Contemporáneo, Galería Forum, Seúl, Corea.
- 2007:
  - ART MIAMI, Galería Forum, Miami, Estados Unidos.
  - FIA, Feria Iberoamericana de Arte, Galería Forum, Caracas, Venezuela.
  - Exposición de esculturas, Museo de Arte Contemporáneo de Lima, Perú.

## Reconocimientos
- 1976. Mención en la Exposición Anual de Artistas Brasileños, Río de Janeiro, Brasil[9][18]
- 1977. Mención en la Exposición Anual de Artistas Grabados, Escuela de Artes Visuales, Parque Lage, Río de Janeiro, Brasil[9]
- En 1980 obtuvo la Mención Honrosa 16.° Concurso de Grabado convocado por Instituto Cultural Peruano Norteamericano, institución dedicada a la enseñanza de idioma inglés y a la promoción cultural desde 1938.[7][9][21]
- 1981. Tercer Premio Concurso, Municipalidad de Lima, Perú[9]
- 1983. Mención de Honor en el XVIII Salón Nacional de Grabado del ICPNA, Lima, Perú[22]